# Cliburn
Cliburn is een civil parish in het bestuurlijke gebied Eden, in het Engelse graafschap Cumbria. In 2001 telde het civil parish 204 inwoners. Het dorp heeft een kerk.